# Referendum sull'elezione a suffragio universale del presidente della Repubblica francese
Il referendum sull'elezione a suffragio universale del presidente della Repubblica francese si svolse il 28 ottobre 1962. Il quesito riguardava la modifica costituzionale voluta dal Generale de Gaulle che permetteva l'elezione diretta del Presidente della Repubblica. Il referendum venne approvato con una larga maggioranza.

## Votanti
|                 | Suffragi   | % degli iscritti | % degli espressi |
| --------------- | ---------- | ---------------- | ---------------- |
| Iscritti        | 28 185 478 | 100,00           | -                |
| Votanti         | 21 694 563 | 76,97            | -                |
| Astenuti        | 6 490 915  | 23,03            | -                |
| Bianche o nulle | 569 509    | 2,02             | -                |
| Espressi        | 21 125 054 | 74,95            | 100,00           |

## Risultati
| Preferenza | Voti       | % di Voti |
| ---------- | ---------- | --------- |
| Sì         | 13,150,516 | 62.25%    |
| No         | 7,974,538  | 37.75%    |
| Totale     | 21,125,054 | 100.00%   |